# Peseta catalana
La peseta (in catalano peceta) è stata una valuta della Catalogna fino al 1850, quando l'intera Spagna decimalizzò. Era anche un nome utilizzato in tutta la Spagna per indicare un importo di 4 reales de vellón.
In Catalogna, la peseta era suddivisa in 6 sueldo, ciascuno dei quali pari a 4 quartos (chiamati anche cuartos), a 8 ochavos o 12 dineros. Cinque pesetas erano pari a un duro, che era a sua volta pari a 8 reales de plata fuerte spagnoli (il cosiddetto dollaro spagnolo). Con la nuova valuta decimale la peseta aveva valore pari a 4 reales.
Il nome peseta (in catalano pesseta)  riapparì nel 1868 per la nuova valuta spagnola. Il suo valore era equivalente a quello della peseta precedente.

## Monete
Durante il periodo 1809-14, le monete denominate in pesetas e quartos furono coniate a Barcellona.